# Georg Jan

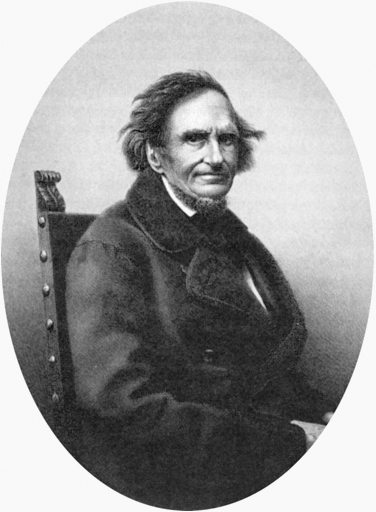
Georg Jan

Georg Jan (* 21. Dezember 1791 in Wien; † 8. Mai 1866 in Mailand) war ein österreichischer Taxonom, Zoologe, Botaniker und Schriftsteller ungarischer Herkunft. Er ist auch als Giorgio Jan oder Georges Jan bekannt. Sein offizielles Autorenkürzel ist Jan.

## Leben

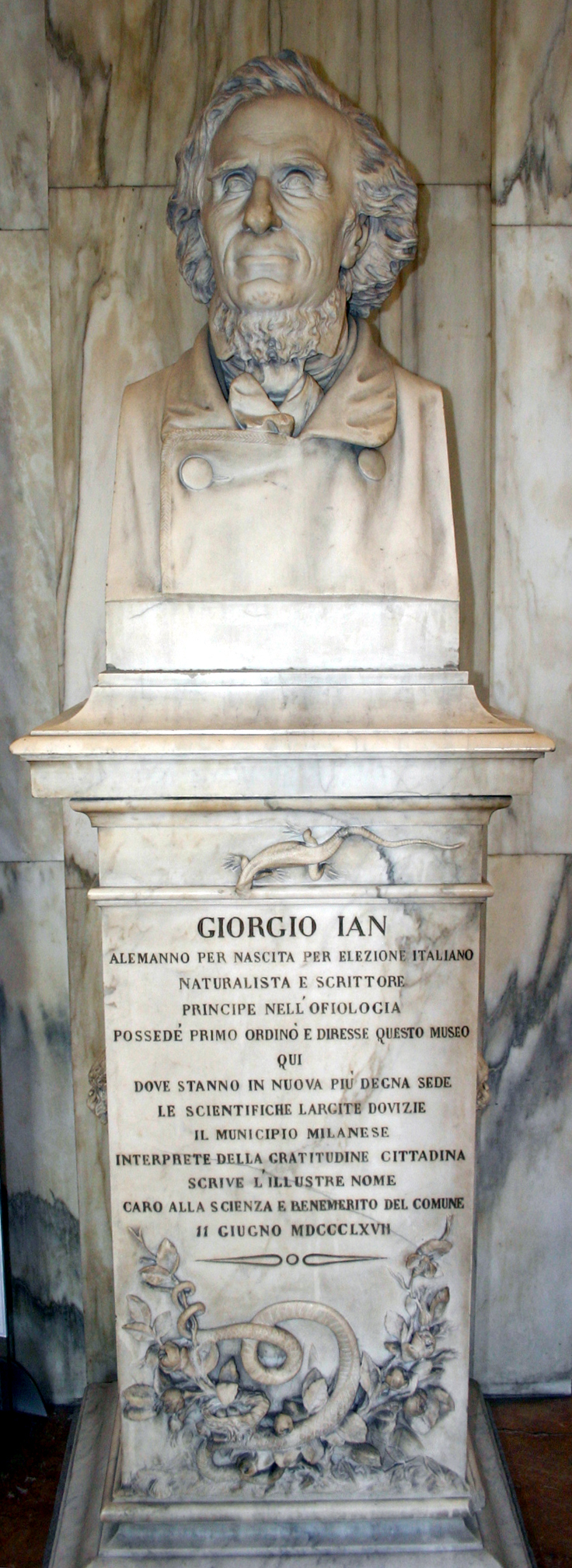
Denkmal Giorgio Jans im naturhistorischen Museum Mailands

Nach einer Assistentenzeit an der Universität Wien erhielt Jan eine Professorenstelle für Botanik an der Universität Parma – die er 1816 bis 1838 innehatte – und wurde gleichzeitig Direktor des dortigen botanischen Gartens.
Giuseppe De Cristoforis hinterließ nach seinem Tode 1837 seine naturkundliche Sammlung der Stadt Mailand mit der Auflage, dafür ein Museum einzurichten und seinen Freund Giorgio Jan mit dessen Leitung zu betrauen. Jan hatte ebenfalls seine Sammlung eingebracht. 1842 gab er seinen Lehrstuhl in Parma auf und zog nach Mailand, um seine Arbeit am Aufbau des Museo Civico di Storia Naturale di Milano aufzunehmen.
Jans Hauptinteresse galt der Botanik; bedeutend war seine umfangreiche Sammlung naturhistorischer Dokumente, die auch Fossilien und Mineralien umfasste. Zusammen mit Giuseppe De Cristoforis veröffentlichte er Kataloge fossiler Exemplare, die zum Teil zum Verkauf angeboten wurden. In diesen Dokumenten wurden auch neue Arten erstmals beschrieben, hauptsächlich Insekten und Weichtiere, zum Beispiel die italienische Sumpfdeckelschnecke (Viviparus ater). Ferner hat Jan einige Schlangenarten erstmals beschrieben, und einige Kollegen benannten ihm zu Ehren neue Schlangenarten (die heute als Unterarten gelten): Hypsiglena torquata jani (Dugès, 1860) (engl. Texas Night Snake) und Pituophis deppei jani (Cope, 1861) (engl. Mexican Pine Snake). Im Jahr 1856 wurde er zum Mitglied der Leopoldina gewählt. 1840 wurde Jan von Carlo Porro aus Mailand als Mitglied Nummer 183 der Société Cuvierienne vorgestellt.
Er erstbeschrieb 81 Arten von Reptilien.

## Ehrungen
Nach Jan ist die Algengattung Jania J.V.Lamour. benannt.

## Schriften
- Catalogus plantarum phanerogamarum, ad usum botanophilorum exsiccatarum. 1818.
- Elenchus plantarum que in horto ducali botanico parmesi… 1831.